# Louis de Lorraine (1555-1588)
Pour les autres membres des familles, voir Maison de Lorraine et Maison de Guise.
Pour les articles homonymes, voir Louis II, Louis de Lorraine, Cardinal de Lorraine et Cardinal de Guise.
Louis II de Lorraine, dit le cardinal de Guise puis de Lorraine, né le 6 juillet 1555 à Dampierre et mort exécuté le 24 décembre 1588 au château de Blois, est un homme d'Église français issu de la maison de Guise, branche cadette de la maison de Lorraine, qui joue un rôle de premier plan à l'époque des guerres de Religion, notamment à la tête de la Ligue catholique.
Archevêque-duc de Reims et primat de la Gaule belgique de 1574 à 1588, il devient cardinal en 1578. Il est assassiné en même temps que son frère le duc Henri Ier de Guise, sur ordre du roi Henri III.

## Biographie

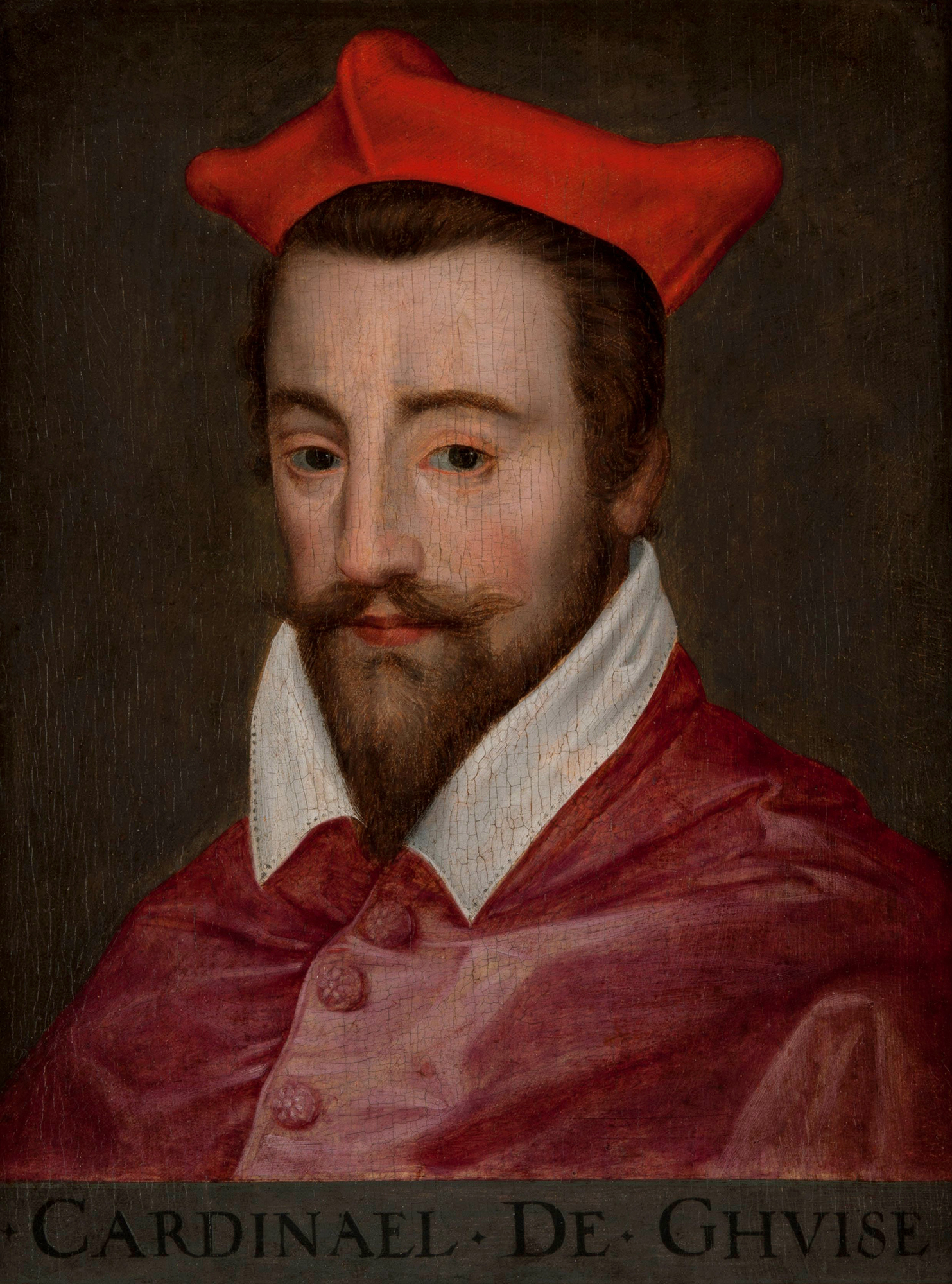
de Lorraine (1555-1588).

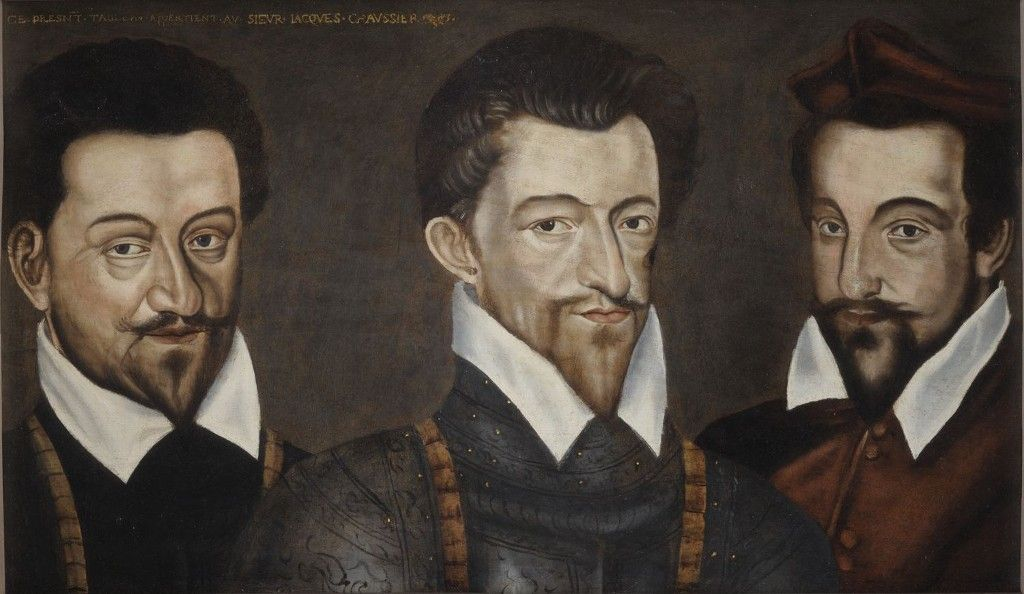
Les trois frères : Charles, duc de Mayenne, Henri, duc de Guise, Louis, cardinal de Guise.
Musée des beaux-arts de Blois, 4e quart du XVIe siècle.

### Origines familiales et formation
Il est le troisième fils de François Ier, duc de Guise, et d’Anne d'Este, fille de Renée de France.

### Carrière ecclésiastique
Louis de Guise est nommé archevêque-duc de Reims le 26 décembre 1574, succédant à l'âge de dix-neuf ans à son oncle le cardinal de Lorraine.
Il est nommé abbé de Saint-Denis la même année, puis créé cardinal par le pape Grégoire XIII le 21 février 1578. Il prend alors le nom de « cardinal de Guise ».
De 1578 à 1588, il est abbé commendataire de Saint-Urbain dans l'actuelle Haute-Marne dans le diocèse de Châlons en Champagne.
Il est sacré le 13 mars 1580 par Charles Ier de Bourbon, cardinal de Vendôme, assisté de Mgrs Geoffroy de La Marthonie (évêque d'Amiens) et Claude d'Angennes de Rambouillet (évêque de Noyon).
Le cardinal de Guise veille au développement religieux de son archidiocèse, un des bastions de la Contre-Réforme, où il crée en 1578 le collège anglais pour accueillir les catholiques anglais victimes des persécutions du gouvernement anglican.

### Rôle dans les guerres de Religion et assassinat
Il prend une part active aux guerres civiles religieuses menées par la Ligue aux côtés de son frère Henri, duc de Guise, dit « le Balafré ».
Alors que, durant l'automne 1588, les États généraux du royaume se tiennent au château de Blois, il est assassiné sur ordre du roi Henri III le 24 décembre 1588, le lendemain de l'assassinat de son frère Henri. Leurs corps sont brûlés et leurs cendres jetées à la rivière.
Le pape Sixte Quint sanctionne le crime ordonné par Henri III contre un homme d'Église de haut rang, publie un monitoire d'excommunication contre Henri III le 5 mai 1589 (en guise d'avertissement[pas clair]). Le but de cet acte est d'empêcher le roi de se réconcilier avec Henri de Navarre, chef du parti protestant. Mais la Ligue étant entrée en insurrection contre Henri III, chassé de Paris, qui tombe sous le gouvernement du conseil des Seize, cette réconciliation a cependant lieu en mai 1589 ; Henri III tombe à son tour sous le poignard d'un catholique fanatique le 2 août 1589.
Le cardinal a eu un fils illégitime, Louis de Guise, né le 14 décembre 1588.

## Armoiries
De Lorraine-GuiseCoupé et parti en 3, au premier fascé de gueules et d'argent (fascé d'argent et de gueules selon le père Anselme, qui est de Hongrie), au second d'azur semé de lys d'or et au lambel de gueules (qui est d'Anjou ancien ou de Naples), au troisième d'argent à la croix potencée d'or, cantonnée de quatre croisettes du même (qui est de Jérusalem), au quatrième d'or aux quatre pals de gueules (qui est d'Aragon), au cinquième parti d'azur semé de lys d'or et à la bourdure de gueules (qui est d'Anjou moderne), au sixième d'azur au lion contourné d'or (d'argent selon le père Anselme), armé, lampassé et couronné de gueules (qui est de Gueldre), au septième d'or au lion de sable armé et lampassé de gueules (qui est de Gueldre), au huitième d'azur semé de croisettes d'or et aux deux bar d'or (qui est de Bar). Sur le tout d'or à la bande de gueules chargé de trois alérions d'argent (qui est de Lorraine). Le tout brisé d'un lambel de gueules.,